# Westland 30
El Westland 30, también conocido como  Westland WG30  es un helicóptero de tamaño medio diseñado y construido por la compañía británica Westland Helicopters a partir del helicóptero militar Westland Lynx. A pesar de que la empresa había previsto una gran demanda de este modelo en el mercado de transporte de pasajeros VIP, de apoyo a plataformas petrolíferas y en trabajos aéreos, la producción se limitó a 40 unidades.

## Diseño y desarrollo
Durante los años 1970 Westland inició un programa para reemplazar a los modelos Wessex y Whirlwind. Su propuesta fue la de crear un derivado basado en el helicóptero militar Lynx. Esta aeronave compartía la transmisión, palas y otros componentes mecánicos empleados en el Lynx, aunque el diseño de su fuselaje era totalmente nuevo.  No obstante, el sistema del rotor del Westland 30, era de mayor tamaño, rotando a una velocidad menor.
El prototipo del WG30 realizó su primer vuelo el 10 de abril de 1979, siendo presentado al presentado en la edición del Paris Air Show de ese mismo año. La fabricación de la primera unidad, el Westland 30-100, comenzó en el año 1981, recibiendo el certificado de tipo por parte de la Civil Aviation Authority (CAA) en diciembre de 1981, y de la FAA en diciembre de 1982. A este modelo se le unió en el año 1984 el Westland 30-160 que disponía de motores de mayor potencia.

## Variantes

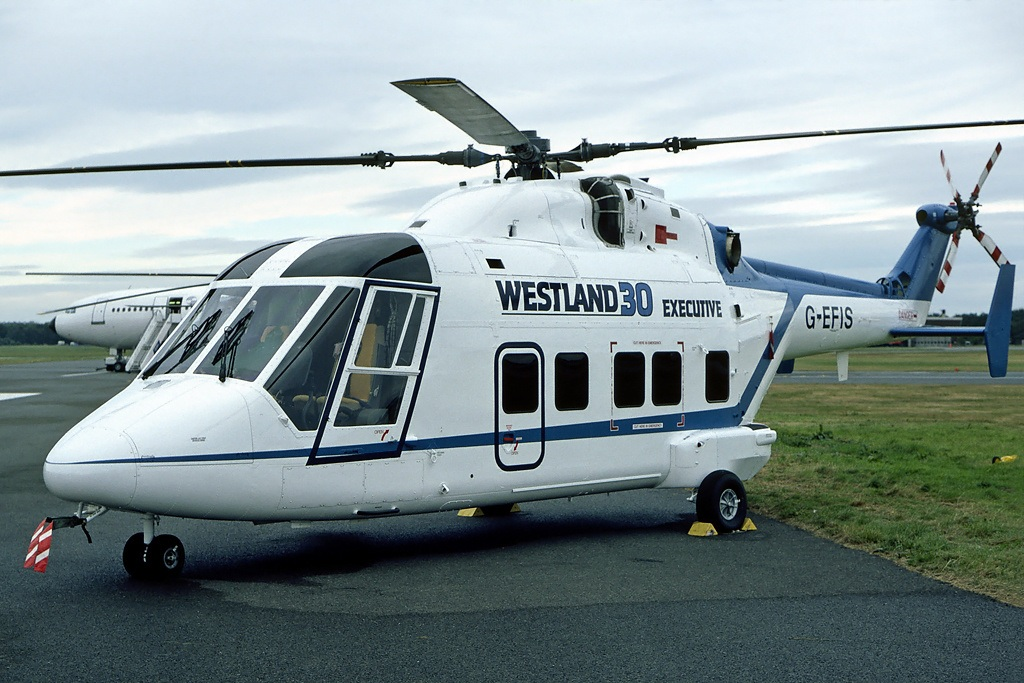
Westland 30-100 en el Salón Aeronáutico de Farnborough de 1984.

Westland 30 Serie 100
Equipado con dos motores turboeje Rolls-Royce Gem Mk 41-1 de 846 kW (1,135 shp). 14 unidades construidas.
Westland 30 Serie 100-60
Equipado con dos motores turboeje Rolls-Royce Gem 60-3 de 940 kW (1,260 shp). También conocido como Serie 160. 24 unidades construidas.
Westland 30 Serie 200
Una única unidad, equipada con dos motores turboeje General Electric CT7-2B de 1,276 kW (1,712 shp).  Realizó su primer vuelo en el año 1983.
Westland 30 Serie 300
Variante lanzada el año 1986, equipada con motores General Electric CT7 o Rolls-Royce Turbomeca RTM 322. Su peso máximo al despegue era mayor, e incorporaba palas con tecnología BERP, reducción de ruidos y cabina digitalizada. Una única unidad fabricada.
Westland 30 Serie 400
Variante propuesta, equipada con motores Rolls-Royce Turbomeca RTM322; no se llegó a fabricar.
TT30
Versión propuesta para el mercado militar. Se modificó uno de los prototipos a esta configuración.
TT300
Versión propuesta para el mercado militar, con capacidad para 17 personas

## Usuarios
India
- Pawan Hans

 Reino Unido
- British Airways Helicopters
- British International Helicopters
- Helicopter Hire Ltd.

 Estados Unidos
- Pan Am
- Airspur Helicopters

### Desarrollos relacionados
- Westland Lynx

### Aeronaves similares
- Bell 214ST